# Smykowo
Smykowo (1945 bis 1992: Szmykwałd, deutsch Groß Schmückwalde, 1928 bis 1945 Schmückwalde) ist ein Ort in der polnischen Woiwodschaft Ermland-Masuren. Er gehört zur Gmina Ostróda (Landgemeinde Osterode in Ostpreußen) im Powiat Ostródzki (Kreis Osterode in Ostpreußen).

## Geographische Lage
Smykowo liegt im Westen der Woiwodschaft Ermland-Masuren, neun Kilometer südlich der Kreisstadt Ostróda (deutsch Osterode in Ostpreußen).

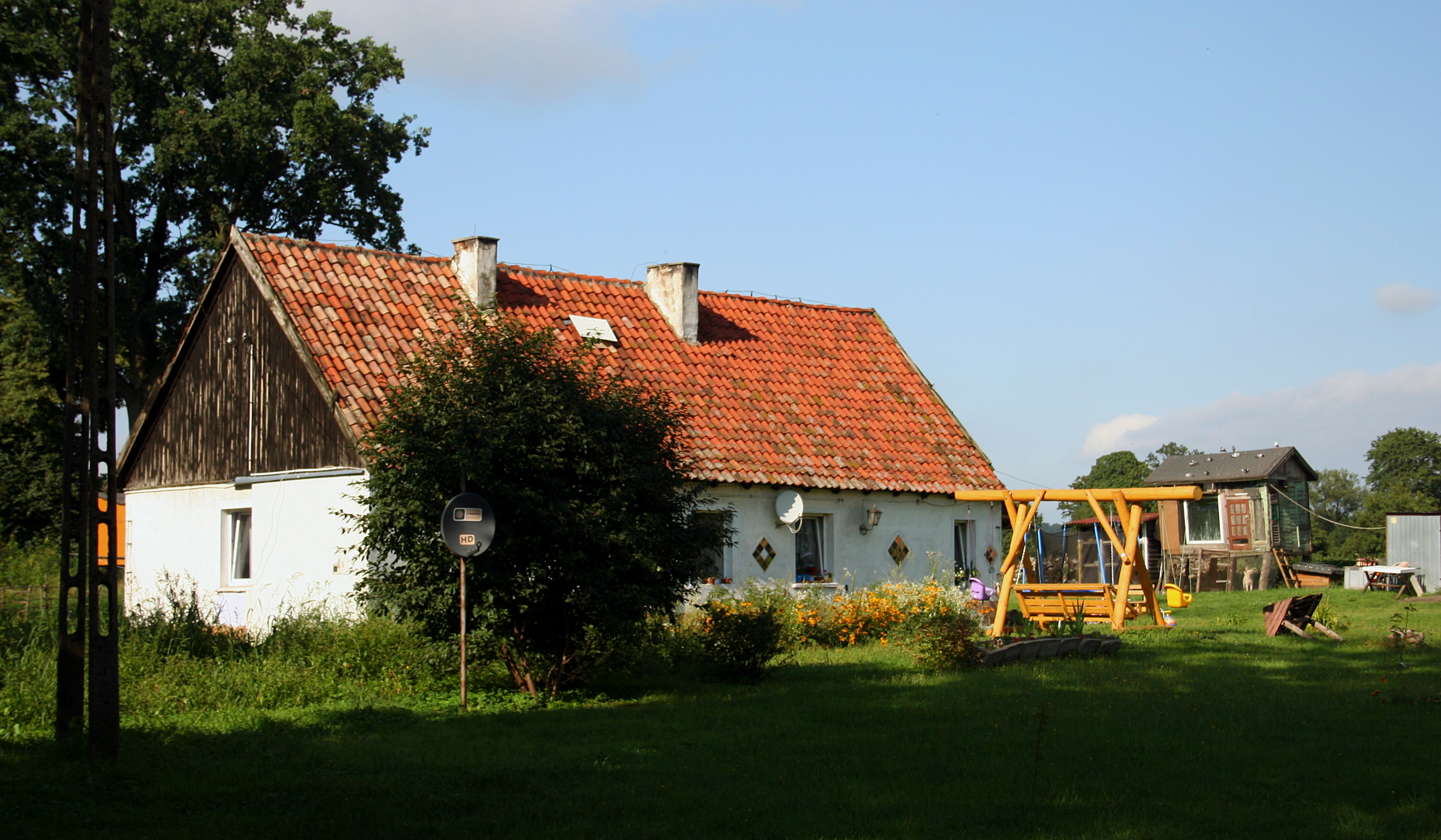
Wohnhaus in Smykowo

## Geschichte

### Ortsgeschichte
Erstmals erwähnt wurde der große Gutsort – und auch das Kirchdorf „Smickinwalde“ im Jahre 1332 und hieß nach 1332 „Schmigwalde“, nach 1785 „Groß Schmigwalde“ und nach 1820 „Groß Schmückwalde“. Ursprünglich handelte es sich bei dem Gut um eine Domäne, die später in einen Gutsbetrieb umgewandelt wurde.
Am 7. Mai 1874 wurde Groß Schmückwalde Amtsdorf und damit namensgebend für einen Amtsbezirk im Kreis Osterode innerhalb des Regierungsbezirks Königsberg (1905 bis 1945: Regierungsbezirk Allenstein) in der preußischen Provinz Ostpreußen. Das Dorf Groß Schmückwalde zählte im Jahre 1910 insgesamt 209 Einwohner.
Am 30. September 1928 schlossen sich die Gutsbezirke Groß Schmückwalde, Klein Schmückwalde (polnisch Smykówko), Nasteiken (Nastajki) und Rheinsgut (Ryńskie) zur neuen Landgemeinde Schmückwalde zusammen. Die Zahl der Einwohner der so formierten Gemeinde belief sich 1933 auf 653 und 1939 auf 613. Letztere lebten in 120 Haushalten. 554 von ihnen waren in der Land- und Forstwirtschaft tätig, 16 in Industrie und Handwerk und fünf in Handel und Verkehr.
Als im Jahre 1945 in Kriegsfolge das gesamte südliche Ostpreußen an Polen überstellt wurde, erhielt (Groß) Schmückwalde die polnische Namensform „Szmykwałd“, die 1992 in „Smykowo“ umgeändert wurde. Heute ist der Ort mit dem Sitz eines Schulzenamts (polnisch Sołectwo) ein Teil der Landgemeinde Ostróda (Osterode i. Ostpr.) im Powiat Ostródzki (Kreis Osterode in Ostpreußen), bis 1998 der Woiwodschaft Olsztyn, seither der Woiwodschaft Ermland-Masuren mit Sitz in Olsztyn (Allenstein) zugehörig.

### Amtsbezirk Groß Schmückwalde (1874–1945)
Zum Amtsbezirk Groß Schmückwalde gehörten bei seiner Errichtung drei Kommunen. Am Ende war es nur noch eine.
| Deutscher Name        | Polnischer Name | Anmerkungen                                        |
| --------------------- | --------------- | -------------------------------------------------- |
| Groß Schmückwalde     | Smykowo         | Ab 30. September 1928: Landgemeinde „Schmückwalde“ |
| Klein Schmückwalde    | Smykówko        | 1928 zur Landgemeinde Schmückwalde                 |
| Rheinsgut             | Ryńskie         | 1928 zur Landgemeinde Schmückwalde                 |
| (vor 1908:) Nasteiken | Nastajki        | 1928 zur Landgemeinde Schmückwalde                 |

Am 1. Januar bildete lediglich noch die Landgemeinde Schmückwalde den Amtsbezirk Groß Schmückwalde.

## Kirche

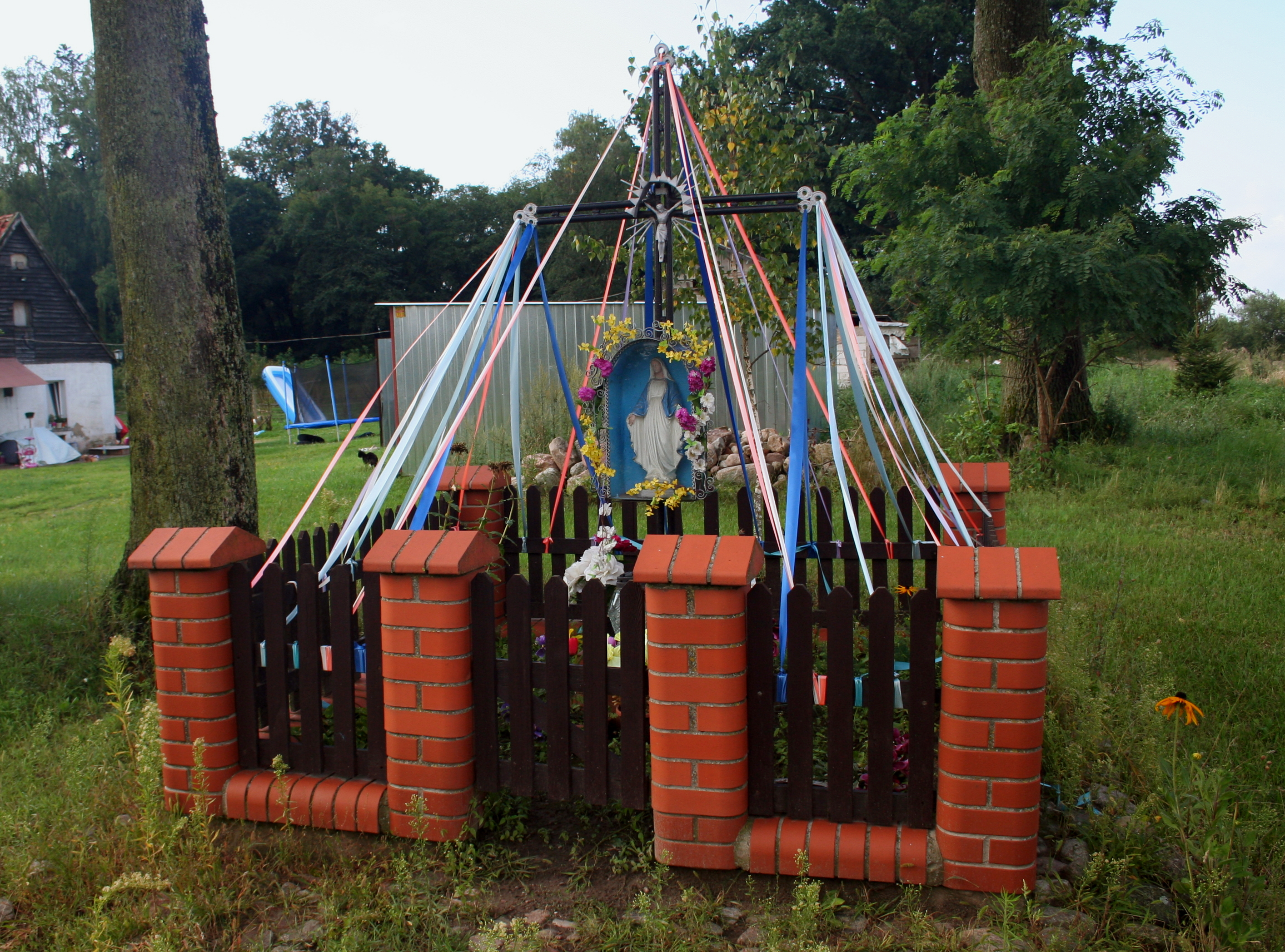
Wegekreuz in Smykowo

### Kirchengebäude
Es gab in Groß Schmückwalde bereits 1351 eine Kirche. Im Jahre 1577 wurde sie als baufällig bezeichnet, und so entschloss man sich nach 1584 zu einem Neubau. Dieser war 1618 abgeschlossen, zunächst noch ohne Turm. 1853 wurde die Kirche aufgrund ihres schlechten baulichen Zustandes geschlossen, und es erfolgte von 1872 bis 1875 ein Neubau. Es entstand ein unverputzter Ziegelbau mit Apsis und einem schlanken vorgesetzten Turm. Der hohe schmucklose Innenraum war gewölbt, und die seitlichen Emporen reichten bis an die Ostseite heran. Die Kirche existiert heute nicht mehr.

### Kirchengemeinde
Die Gründung der Kirche in Groß Schmückwalde erfolgte in vorreformatorischer Zeit. Mit der Reformation übernahm sie das evangelische Bekenntnis.

#### Evangelisch

##### Kirchengeschichte
Bis 1945 bestand die Kirchengemeinde Groß Schmückwalde gemeinsam mit der Kirchengemeinde Peterswalde (polnisch Pietrzwałd) als sogenannte „Vereinigten Kirchengemeinden“ im Superintendenturbezirk Osterode des Kirchenkreises Osterode innerhalb der Kirchenprovinz Ostpreußen der Kirche der Altpreußischen Union. Der Pfarrsitz war Groß Schmückwalde. Bis 1897 gehörte Leip (polnisch Lipowo) als Filialgemeinde zu Groß Schmückwalde, ebenso  Peterswalde. Zusammen mit Peterswalde zählte die Pfarrei Groß Schmückwalde im Jahre 1925 insgesamt 3440 Gemeindeglieder, von denen 2920 im Kirchspiel Groß Schmückwalde wohnten.
Aufgrund von Flucht und Vertreibung der einheimischen Bevölkerung erlosch die evangelische Gemeinde in Groß Schmückwalde. Heute dort lebende evangelische Kirchenglieder orientieren sich zur Kirche in der Stadt Ostróda (Osterode in Ostpreußen) innerhalb der Diözese Masuren der Evangelisch-Augsburgischen Kirche in Polen.

##### Kirchspielorte
Zum Kirchspiel Groß Schmückwalde gehörten bis 1945 folgende Orte und Wohnplätze:
| Deutscher Name           | Polnischer Name |  | Deutscher Name     | Polnischer Name |
| ------------------------ | --------------- |  | ------------------ | --------------- |
| Bergfriede, Adlig~       | Samborówko      |  | Nasteiken          | Nastajki        |
| * Bergfriede, Königlich~ | Samborowo       |  | Poburzen           | Pobórze         |
| * Groß Nappern           | Naprom          |  | Rauden             | Rudno           |
| * Groß Schmückwalde      | Smykowo         |  | Schießgarten       | Czyżówka        |
| * Jonasdorf              | Jankowiec       |  | * Dorf Theuernitz  | Turznica        |
| Katharinenhof            | Zabłocie        |  | * Abbau Theuernitz | (zu Turznica)   |
| Klein Schmückwalde       | Smykówko        |  | * Warweiden        | Wirwajdy        |

##### Pfarrer Otto Glüer
In den Jahren 1933 bis 1937 amtierte Otto Glüer als Pfarrer an den Kirchen Groß Schmückwalde und Peterswalde. Geboren im Jahre 1904 in Gergehnen (polnisch Girgajny), Kreis Mohrungen, studierte er an verschiedenen Orten Theologie unnd wurde 1931 ordiniert. Als Mitglied der Bekennenden Kirche stand er in Opposition zum Nationalsozialismus. Als einziger Geistlicher aus der Kirchenprovinz Ostpreußen nahm er an der Barmer Bekenntnissynode 1934 teil. Im gleichen Jahr wurde er eines Vergehens wegen zu acht Monaten Gefängnis verurteilt. Danach wurde er von der Kirchenleitung zum Verlassen der Pfarrstelle in Groß Schmückwalde-Peterswalde aufgefordert, doch eine erfolgreiche Unterschriftsaktion von 1.900 Gemeindegliedern ließ ihn bleiben. Jedoch wurde Pfarrer Glüer am 24. Mai 1937 zusammen mit Hans Joachim  Iwand wegen „staatsfeindlichen Verhaltens“ aus Ostpreußen ausgewiesen. Glüer zog zu seinem Schwager in Drackenstedt. In Naumburg an der Saale verstarb er im Jahre 1972. Sein Nachfolger in Groß Schmückwalde-Peterswalde wurde Pfarrer Johannes Decke-Cornill.

#### Römisch-katholisch
Bis 1945 waren die römisch-katholischen Einwohner von Groß Schmückwalde nach Osterode i. Ostpr. eingepfarrt. Heute gehören sie zur Pfarrei Brzydowo (Seubersdorf), die auch eine Filialkirche in Smykówko (Klein Schmückwalde) unterhält.

## Schule
Eine Schule gab es in Groß Schmückwalde seit 1886. Sie wurde zunächst einklassig, später dann zweiklassig geführt.

## Verkehr

### Straße
Symkowo liegt an der Kreisstraße (polnisch Droga powiatowa, DP) 1232N, die von Wirwajdy (Warweiden) über Kraplewo (Kraplau) nach Ostrowin (Osterwein) und weiter bis nach Wilkowo (Wilken) führt. Zum Nachbarort Rudno (Rauden) führt eine Landwegverbindung.

### Schienen
Schmückwalde war von 1910 bis 1945 eine Bahnstation an der Bahnstrecke Bergfriede–Groß Tauersee (polnisch Samborowo–Turza Wielka). Die Strecke wurde 1945 in Kriegsfolge aufgegeben, als Stationsname war die polnische Namensform „Szmygwałd“ aber noch bis 1951 in Gebrauch. Heute besteht keine Bahnanbindung mehr.